# Dumra
Dumra is een notified area in het district Sitamarhi van de Indiase staat Bihar. 

## Demografie
Volgens de Indiase volkstelling van 2001 wonen er 14.538 mensen in Dumra, waarvan 57% mannelijk en 43% vrouwelijk is. De plaats heeft een alfabetiseringsgraad van 77%. 